# شينيغامي

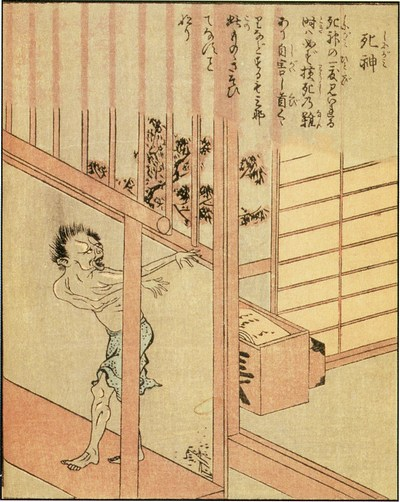

شينيغامي (باليابانية: 死神) هو كامي يدعو البشر نحو الموت في جوانب معينة من ديانة الشنتو والثقافة اليابانية. يوصف الشينيغامي بالوحوش والمساعدين ومخلوقات الظلام. يستخدم الشينيغامي في الحكايات والأديان في الثقافة اليابانية.

## في الثقافة الشعبية
- في بليتش: يعتبر الشينيغامي حامي دورة الأرواح بين سول سوسايتي والعالم الحقيقي. ويستخدم الزمباكتو لقتال الهولو آكل الأرواح الذين يخلون بهذا التوازن.
- في مذكرة الموت: الشينيغامي هو مخلوق لا يعرف السبب من وجوده، لكنه يملك مفكرة الموت يكتب فيها أسماء البشر ليموتوا ويزيد هو فترة حياته.
- في ناروتو: هو مخلوق يقوم الشينوبي (النينجا) باستدعائه ويعطيه روحه مقابل ان يقوم بختم روح العدو، استخدمه الهوكاجي الثالث (سوراتوبي) في محاولة قطع روح اوروتشيمارو (أحد السانين الأسطوريين) لينهي شره.
- في الخادم الأسود: يعمـلون كأفراد منفصلة أو مجموعات، وكـل واحد منهم يمتلك منـجل موت خاصا به، يستطيع من خلاله قبـض روح أي شخص.

## وصلات خارجية
- Article on the Grim Reaper